# Cripta Sfântului Leonard

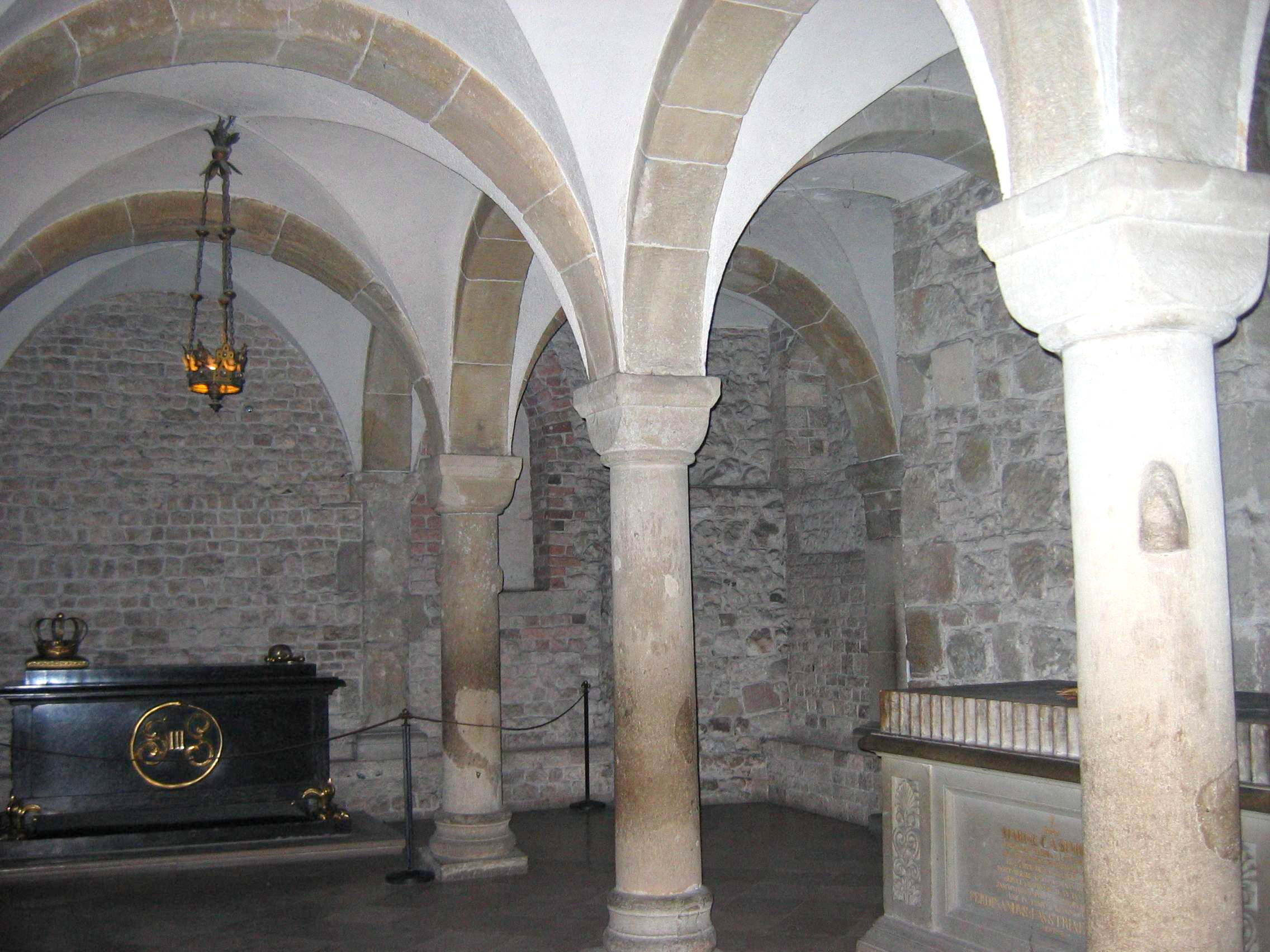
Cripta Sfântului Leonard, cu mormântul lui Ioan al III-lea Sobieski.

Cripta Sfântului Leonard aflată sub Catedrala Wawel din Cracovia, Polonia, este o criptă în stil romanic fondată în secolul al XI-lea (în jurul 1038-1039) de către Cazimir Restauratorul, care a făcut din Cracovia reședința sa regală drept capitală.
La sfârșitul secolului al XI-lea au început lucrările de construcție la catedrala numită "Hermanowska". Este probabil ca Vladislav I Herman să fi fost binefăcătorul său. Catedrala a fost sfințită în 1142. Mai mult este cunoscut despre această nouă structură, deoarece imaginea sa este prezentă pe un sigiliu al unei săli capitulare din secolul al XIII-lea și resturile sale sunt păstrate foarte bine - inclusiv partea de jos a Turnului Clopotului de Argint.
Întreaga criptă a Sfântului Leonard este susținută de opt coloane. În 1118 episcopul Maurus, originar din Franța, a fost îngropat acolo. Patena și potirul au fost exhumate ulterior din mormânt. În această perioadă a apărut Rotunda lângă bastionul lui Ladislau al IV al Ungariei din secolul al XII-lea, care ar fi putut fi o cristelniță pentru regalitate, biserica de lângă Bârlogul Dragonului și Rotunda de lângă Turnul Sandomierska - probabil din a doua jumătate a secolului al XI-lea.
Criptei conține mormintele unor regi polonezi și eroi, cum ar fi: 
- Mihail Korybut Wiśniowiecki - rege al Uniunii statele polono-lituaniene
- Ioan al III-lea Sobieski - de asemenea rege al Uniunii statele polono-lituaniene și comandantul în al doilea asediu al Vienei
- Maria Kazimiera - Regină a Uniunii statele polono-lituaniene și consoarta lui Ioan al III-lea Sobieski
- Józef Poniatowski - prinț al Poloniei și mareșal al Franței
- Tadeusz Kościuszko - polonez general, revoluționar și un general de brigadă în războiul de independență al Statelor Unite ale Americii
- Władysław Sikorski - prim-ministru al guvernului polonez în exil și comandantul forțelor armate poloneze

Papa Ioan Paul al II-lea a ținut prima sa Liturghie pe altarul din cripta Sf. Leonard pe 2 noiembrie 1946, la o zi după hirotonire.